# Mönchweiler
Mönchweiler es un municipio alemán en el distrito de Selva Negra-Baar, Baden-Wurtemberg. Fue mencionado por vez primera en un documento del año 1248 como "Munechwilar". La ortografía ha cambiado varias veces en el transcurso del tiempo, pero el nombre siempre ha significado caserío de monjes, lo que indica que fue fundado por monjes, probablemente del monasterio vecino de St. Georgen.